# Cautethia exuma
Cautethia exuma là một loài bướm đêm thuộc họ Sphingidae, được tìm thấy ở Bahamas. Nó được McCabe miêu tả năm 1984.
Moths in this species có sải cánh khoảng 27-32 milimét. Chúng có thể phân biệt được ngay so với các loài Cautethia khác qua khu vực dưới cánh sau.
Ấu trùng có thể ăn các loài Rubiaceae.